# Живојин Илић
Живојин Илић — Жика Жути (Мирошевце — Белановце, октобар 1941), био је истакнути руководилац СКОЈ-а и учесник Народноослободилачке борбе.

## Биографија
Родио се у Мирошевцу, у породици монополског радника. Још у раном детињству остао је без оца па је његова мајка Перса преузела бригу о целој породици. Њој је било веома битно да он заврши своје школовање па је по цео дан радила тешке послове како би му обезбедила добре услове за то. Као младић био је весео, друштвен и несебичан. Веома брзо постао је омиљен у друштву, учествовао у свим играма, помагао друговима у учењу. Имао је широка интересовања па се није ограничавао на читање школских предмета и обавезне лектире. У јесен 1937. године, након завршеног петог разреда гимназије, постао је члан Скоја. Врло брзо схватио је да је то оно што му је предодређено. У овој организацији упознао је Станимира Вељковића Зелета са којим је врло брзо остварио присно пријатељство. У септембру 1938. године дошао је на чело скојевске организације гимназије наследивши Зелета, који је матурирао. Као руководилац Скоја Гимназије допринео је његовом јачању и успео је да ту организацију доведе до тога да постане најутицајнија у школи. Примајући инструкције од чланова Окружног комитета КПЈ Лесковац, преко скојевске организације, повео је борбу за освајање руководећих места у ђачким организацијама у школи, како би КПЈ имала утицај на широки круг гимназијалаца. Захваљујући ангажовању скојеваца под његовим руководством револуционарне идеје постале су доступне многим гимназијалцима.
Настојао је да, организовањем васпитног рада, скојевци и сви добри ученици изграде и свој морални лик. Често је указивао на лоше примере понашања буржоаске омладине. Са приближавањем народнослободилачког рата до пуног изражаја долази његова лична иницијатива и делатност. Партија постаје све јача и енергичнија, а све чешће видљиве су акције Скојеваца. Ове активности кулминирале су организовањем важне окружне конференције Скоја, одржане почетком 1940. године у селу Рудару. На тој конференцији предводио је скојевце из Гимназије и одржао је говор на којем је најавио будуће задатке организације. Закључак конференције био је да се настави са борбом коју Партија води.
Скојевци су активно учествовали у мартовским демонстрацијама. Био је предводник гимназијске омладинске групе која је 27. марта 1941. прошетала улицама Лесковца узвикујући Совјетском Савезу и Комунистичкој партији Југославије. Све време певао је интернационалну и друге радничке песме. Са те манифестације отишао је на скојевски састанак коме је присуствовао и Зеле Вељковић. На том састанку разматрали су тренутну ситуацију и закључили да је борба неминовна, што је убрзо потврдила и окупација Краљевине Југославије.
У првим данима окупације настојао је да се преко ОК Скоја Лесковац обавести о припремама за устанак, о одлукама Комунистичке партије и да се са њима упозна што шири круг грађана Лесковца и околине. У циљу тога учествовао је у раду партијске технике и обезбеђивању услова за њен рад. После одласка Станимира Вељковића за Ниш постао је секретар ОК Скоја и члан ОК КПЈ и ту функцију вршио је до своје погибије.
Учествовао је у свакој акцији скојеваца, било као организатор или као учесник.
Веома брзо нашао се у групи од 6 другова који су добили задатак да оду у партизански одред формиран на Кукавици у августу 1941. Са активним радом наставио је и у одреду, и то на оним задацима које је обављао као скојевац у Лесковцу. Са скојевцима из Лесковца, Пресечине, Рудара, Винарца, Петровца и других места, у ноћи између 8. и 9. октобра 1941. године организовао је напад на четнике Косте Миловановића Пећанца који су били стационирани у Лапотинцу. Четници су били забарикадирани у школи а знак за општи препад дао је он испаливши неколико метака из пиштоља. Брзо су разоружали четнике чиме су успешно завршили своју прву борбу. У овој акцији Жика је показао да се одлично сналази и у улози војног руководиоца. Нажалост, у тој акцији он је нехотице рањен од стране свог саборца што је на неки начин помутило радост због победе. Током ноћи пребачен је у Белановце где је остао на лечењу. Ту је и преминуо половином октобра 1941. године због превеликог губитка крви.
Успомену на овог истакнутог скојевског руководиоца чувају културно-уметничка и фолклорна дружина из Вучја и Мирошевца, пионирски одред школе „Петар Тасић”, Дом културе младих и једна улица у Лесковцу.